# Winter World University Games 2025/Teilnehmer (Slowakei)
| Gelbes Symbol für Goldmedaillen mit stilisierten Olympischen Ringen | Graues Symbol für Silbermedaillen mit stilisierten Olympischen Ringen | Braundes Symbol für Bronzemedaillen mit stilisierten Olympischen Ringen |
| ------------------------------------------------------------------- | --------------------------------------------------------------------- | ----------------------------------------------------------------------- |
| —                                                                   | 1                                                                     | —                                                                       |

Slowakei nahm mit 65 Athleten (33 Männer und 32 Frauen) an den Winter World University Games 2025 in Turin teil.

## Medaillen

### Medaillenspiegel
| Rang   | Sportart  | Gold | Silber | Bronze | Gesamt |
| ------ | --------- | ---- | ------ | ------ | ------ |
| 1      | Eishockey | —    | 1      | —      | 1      |
| Gesamt | Gesamt    | 0    | 1      | 0      | 1      |

### Medaillengewinner
| Name/n | Sportart  | Wettkampf |
| --- | --------- | --------- |
| Silber |           |           |
| Patrik Andrisík Tomáš Boľo Simon Bečár Denis Bakala Nicolas Ferenyi Matej Komloš Samuel Nagy Timotej Tomala Jakub Gaťár Šimon Groch Jozef Haščák Matej Jacko Ján Marcinko Miroslav Novota Richard Petráš Marek Putala Jakub Ragan Michal Stanček Jakub Uram Lukáš Urbánek Matúš Zemko Adam Zlocha | Eishockey | Männer    |

## Teilnehmer nach Sportarten

### Biathlon
| Athleten                  | Wettbewerbe          | Zeit        | Fehler         | Rang |
| ------------------------- | -------------------- | ----------- | -------------- | ---- |
| Frauen                    |                      |             |                |      |
| Lea Meszárošová           | 7,5 km Sprint        | 26:20,6 min | 3 (3+0)        | 28   |
| Lea Meszárošová           | 10 km Verfolgung     | LAP         | LAP            | LAP  |
| Lea Meszárošová           | 12,5 km Einzel       | 50:06,2 min | 10 (3+1+3+3)   | 43   |
| Ema Zvarová               | 7,5 km Sprint        | 24:58,7 min | 1 (1+0)        | 17   |
| Ema Zvarová               | 10 km Verfolgung     | 44:55,8 min | 4 (1+1+1+1)    | 26   |
| Ema Zvarová               | 12,5 km Massenstart  | 50:15,5 min | 4 (1+0+2+1)    | 26   |
| Ema Zvarová               | 12,5 km Einzel       | 48:35,3 min | 9 (3+1+2+3)    | 39   |
| Männer                    |                      |             |                |      |
| Jakub Kováčik             | 10 km Sprint         | 27:00,7 min | 2 (1+1)        | 32   |
| Jakub Kováčik             | 12,5 km Verfolgung   | LAP         | LAP            | LAP  |
| Jakub Kováčik             | 15 km Massenstart    | 52:03,4 min | 8 (1+2+2+3)    | 24   |
| Jakub Kováčik             | 15 km Einzel         | 51:16,2 min | 12 (1+4+4+3)   | 42   |
| Mixed                     |                      |             |                |      |
| Ema Zvarová Jakub Kováčik | Single-Mixed-Staffel | LAP         | 4+11 (3+8 1+3) | 11   |

### Eishockey
| Wettbewerb              | Männer | Frauen |
| ----------------------- | --- | --- |
| Athleten                | Patrik Andrisík Tomáš Boľo Simon Bečár Denis Bakala Nicolas Ferenyi Matej Komloš Samuel Nagy Timotej Tomala Jakub Gaťár Šimon Groch Jozef Haščák Matej Jacko Ján Marcinko Miroslav Novota Richard Petráš Marek Putala Jakub Ragan Michal Stanček Jakub Uram Lukáš Urbánek Matúš Zemko Adam Zlocha | Andrea Rišianová Simona Macková Hana Fančovičová Diana Fortunová Lea Giertlová Lea Glosíková Romana Halušková Lucia Halušková Nina Hudáková Nikola Janeková Ema Jašková Lívia Kúbeková Emília Leskovjanska Annamaria Lodňanová Sylvia Maťašová Nikola Nemčeková Emma Plankenauerová Kristína Šimnová Laura Šulíková Alžbeta Šulíková Sofia Vysokajová Júlia Čilíková |
| Gruppenphase            | Japan (4:1) Ukraine (4:2) Vereinigte Staaten (6:5) Polen (5:2) | Großbritannien (20:0) Kanada (2:6) Chinesisch Taipeh (6:2) |
| Viertelfinale           | Kasachstan (2:1) | — |
| Halbfinale              | Ukraine (3:1) | Tschechien (1:3) |
| Finale/Spiel um Platz 3 | Kanada (1:3) | Japan (1:2) |
| Rang                    | Silber | 4 |

### Freestyle-Skiing
| Athleten       | Wettbewerbe | Platzierungsrunde | Platzierungsrunde | Qualifikation | Vorläufe | Vorläufe | Halbfinale        | Finale        | Rang |
| Athleten       | Wettbewerbe | Zeit              | Rang | Rang          | Punkte   | Rang     | Rang              | Rang          | Rang |
| -------------- | ----------- | ----------------- | --- | ------------- | -------- | -------- | ----------------- | ------------- | ---- |
| Frauen         |             |                   | |               |          |          |                   |               |      |
| Nikola Fričová | Skicross    | 36,90 s           | style="background-color: var(--dewiki-hintergrundfarbe5); color: #808080; vertical-align: middle; text-align:center; text-transform: capitalize;" \| — | 17            | 4        | 4        | Kleines Finale: 1 | 5             |      |
| Männer         |             |                   | |               |          |          |                   |               |      |
| Ján Sanitrár   | Skicross    | 34,13 s           | 8 | –             | 10       | 12       | ausgeschieden     | ausgeschieden | 12   |
| Jakub Válek    | Skicross    | 33,68 s           | 5 | –             | 9        | 13       | ausgeschieden     | ausgeschieden | 13   |

### Shorttrack
| Athleten       | Wettbewerbe | Qualifikation | Qualifikation | Vorlauf       | Vorlauf       | Viertelfinale | Viertelfinale | Halbfinale    | Halbfinale    | Finale        | Finale        | Rang |
| Athleten       | Wettbewerbe | Zeit          | Rang          | Zeit          | Rang          | Zeit          | Rang          | Zeit          | Rang          | Zeit          | Rang          | Rang |
| -------------- | ----------- | ------------- | ------------- | ------------- | ------------- | ------------- | ------------- | ------------- | ------------- | ------------- | ------------- | ---- |
| Frauen         |             |               |               |               |               |               |               |               |               |               |               |      |
| Emma Hympanová | 500 m       | —             | —             | 47,252 s      | 4             | ausgeschieden | ausgeschieden | ausgeschieden | ausgeschieden | ausgeschieden | ausgeschieden | 29   |
| Emma Hympanová | 1000 m      | —             | —             | 1:40,602 min  | 4             | ausgeschieden | ausgeschieden | ausgeschieden | ausgeschieden | ausgeschieden | ausgeschieden | 32   |
| Emma Hympanová | 1500 m      | —             | —             | —             | —             | 2:46,769 min  | 5             | ausgeschieden | ausgeschieden | ausgeschieden | ausgeschieden | 28   |
| Männer         |             |               |               |               |               |               |               |               |               |               |               |      |
| Jakub Karabin  | 500 m       | 45,138 s      | 4             | ausgeschieden | ausgeschieden | ausgeschieden | ausgeschieden | ausgeschieden | ausgeschieden | ausgeschieden | ausgeschieden | 36   |
| Jakub Karabin  | 1000 m      | 1:36,195 min  | 4             | ausgeschieden | ausgeschieden | ausgeschieden | ausgeschieden | ausgeschieden | ausgeschieden | ausgeschieden | ausgeschieden | 38   |
| Jakub Karabin  | 1500 m      | —             | —             | —             | —             | 2:31,215 min  | 6             | ausgeschieden | ausgeschieden | ausgeschieden | ausgeschieden | 39   |

### Ski Alpin
| Athleten         | Wettbewerbe        | 1. Lauf      | 1. Lauf | 2. Lauf     | 2. Lauf | Gesamt      | Gesamt |
| Athleten         | Wettbewerbe        | Zeit         | Rang    | Zeit        | Rang    | Zeit        | Rang   |
| ---------------- | ------------------ | ------------ | ------- | ----------- | ------- | ----------- | ------ |
| Frauen           |                    |              |         |             |         |             |        |
| Katarína Šrobová | Super-G            | —            | —       | —           | —       | 1:02,73 min | 7      |
| Katarína Šrobová | Riesenslalom       | DNF          | DNF     | DNF         | DNF     | DNF         | DNF    |
| Katarína Šrobová | Slalom             | DNF          | DNF     | DNF         | DNF     | DNF         | DNF    |
| Katarína Šrobová | Alpine Kombination | 1:03,53 min  | 18      | 51,48 s     | 2       | 1:55,01 min | 10     |
| Männer           |                    |              |         |             |         |             |        |
| Martin Ferjanček | Super-G            | —            | —       | —           | —       | DNF         | DNF    |
| Martin Ferjanček | Riesenslalom       | 1:06,68 min  | 59      | 1:06,77     | 50      | 2:13,45 min | 52     |
| Martin Ferjanček | Slalom             | DNF          | DNF     | DNF         | DNF     | DNF         | DNF    |
| Martin Ferjanček | Alpine Kombination | 1:03,04 miin | 47      | 45,21 s     | 45      | 1:48,25 min | 46     |
| Ján Sanitrár     | Super-G            | —            | —       | —           | —       | 59,81 s     | 21     |
| Ján Sanitrár     | Riesenslalom       | 1:04,49 min  | 50      | 1:05,33 min | 42      | 2:09,82 min | 44     |
| Ján Sanitrár     | Slalom             | DNF          | DNF     | DNF         | DNF     | DNF         | DNF    |
| Ján Sanitrár     | Alpine Kombination | 1:00,29 min  | 23      | 44,22 s     | 42      | 1:44,51 min | 32     |
| Teo Žampa        | Super-G            | —            | —       | —           | —       | 58,91 s     | 13     |
| Teo Žampa        | Riesenslalom       | 1:02,60 min  | 22      | 1:04,02 min | 28      | 2:06,62 min | 26     |
| Teo Žampa        | Alpine Kombination | 1:00,47 min  | 26      | 47,22 s     | 49      | 1:47,69 min | 44     |

### Skibergsteigen
| Athleten                     | Wettbewerbe   | Qualifikation | Qualifikation | Vorlauf     | Vorlauf | Halbfinale    | Halbfinale    | Finale        | Finale        | Rang |
| Athleten                     | Wettbewerbe   | Zeit          | Rang          | Zeit        | Rang    | Zeit          | Rang          | Zeit          | Rang          | Rang |
| ---------------------------- | ------------- | ------------- | ------------- | ----------- | ------- | ------------- | ------------- | ------------- | ------------- | ---- |
| Frauen                       |               |               |               |             |         |               |               |               |               |      |
| Sára Machajová               | Sprint        | 5:57,36 min   | 8             | 5:30,84 min | 3       | 5:34,61 min   | 5             | ausgeschieden | ausgeschieden | 9    |
| Sára Machajová               | Vertical Race | —             | —             | —           | —       | —             | —             | DNS           | DNS           | DNS  |
| Männer                       |               |               |               |             |         |               |               |               |               |      |
| Samuel Machaj                | Sprint        | 4:39,06 min   | 13            | 4:47,32 min | 4       | ausgeschieden | ausgeschieden | ausgeschieden | ausgeschieden | 20   |
| Samuel Machaj                | Vertical Race | —             | —             | —           | —       | —             | —             | DNS           | DNS           | DNS  |
| Mixed                        |               |               |               |             |         |               |               |               |               |      |
| Sára Machajová Samuel Machaj | Staffel       | —             | —             | —           | —       | 26:15,14 min  | 8             | 49:39,43 min  | 7             | 7    |

### Skilanglauf
| Athleten        | Wettbewerbe                 | Zeit         | Rang |
| --------------- | --------------------------- | ------------ | ---- |
| Frauen          |                             |              |      |
| Mária Danielová | 10 km Freistil              | DNS          | DNS  |
| Männer          |                             |              |      |
| Denis Tilesch   | 10 km Freistil              | 26:59,70 min | 61   |
| Matej Horniak   | 10 km Freistil              | 25:44,40 min | 37   |
| Matej Horniak   | 20 km Massenstart klassisch | 1:00:02,80 h | 24   |

| Athleten                      | Wettbewerbe         | Qualifikation | Qualifikation | Viertelfinale | Viertelfinale | Halbfinale    | Halbfinale    | Finale        | Finale        | Rang |
| Athleten                      | Wettbewerbe         | Zeit          | Rang          | Zeit          | Rang          | Zeit          | Rang          | Zeit          | Rang          | Rang |
| ----------------------------- | ------------------- | ------------- | ------------- | ------------- | ------------- | ------------- | ------------- | ------------- | ------------- | ---- |
| Frauen                        |                     |               |               |               |               |               |               |               |               |      |
| Mária Danielová               | Sprint klassisch    | 3:55,07 min   | 33            | ausgeschieden | ausgeschieden | ausgeschieden | ausgeschieden | ausgeschieden | ausgeschieden | 33   |
| Männer                        |                     |               |               |               |               |               |               |               |               |      |
| Denis Tilesch                 | Sprint klassisch    | 3:10,25 min   | 26            | 3:10,59 min   | 6             | ausgeschieden | ausgeschieden | ausgeschieden | ausgeschieden | 27   |
| Matej Horniak                 | Sprint klassisch    | 3:19,60 min   | 61            | ausgeschieden | ausgeschieden | ausgeschieden | ausgeschieden | ausgeschieden | ausgeschieden | 61   |
| Mixed                         |                     |               |               |               |               |               |               |               |               |      |
| Mária Danielová Denis Tilesch | Teamsprint Freistil | 7:43,02 min   | 24            | —             | —             | —             | —             | ausgeschieden | ausgeschieden | 24   |

### Ski-Orientierungslauf
| Athleten                      | Wettbewerbe | Zeit      | Rang |
| ----------------------------- | ----------- | --------- | ---- |
| Frauen                        |             |           |      |
| Tamara Miklušová              | Sprint      | 20:29 min | 31   |
| Männer                        |             |           |      |
| Martin Roháč                  | Sprint      | 19:00 min | 24   |
| Mixed                         |             |           |      |
| Tamara Miklušová Martin Roháč | Staffel     | 46:52 min | 14   |

### Snowboard
| Athleten            | Wettbewerbe    | Platzierungsrunde | Platzierungsrunde | Vorläufe | Vorläufe | Halbfinale    | Finale            | Rang |
| Athleten            | Wettbewerbe    | Zeit              | Rang              | Punkte   | Rang     | Rang          | Rang              | Rang |
| ------------------- | -------------- | ----------------- | ----------------- | -------- | -------- | ------------- | ----------------- | ---- |
| Frauen              |                |                   |                   |          |          |               |                   |      |
| Katarína Pitoňáková | Snowboardcross | 34,71 s           | 6                 | 15       | 6        | DNF           | Kleines Finale: 2 | 6    |
| Sára Pitoňáková     | Snowboardcross | 36,41 s           | 10                | 12       | 9        | ausgeschieden | ausgeschieden     | 9    |